# Mützenich (Montjoie)
Pour les articles homonymes, voir Mützenich.
Mützenich est un village de la commune de Montjoie, située au sud d'Aix-la-Chapelle, en bordure du plateau des Hautes Fagnes.
Le village présente la particularité d'être une enclave allemande, entourée par le territoire belge. Ainsi que consacré par le traité de Versailles au terme de la Première Guerre mondiale, la Vennbahn, ligne de chemin de fer locale reliant Aix-la-Chapelle à Luxembourg, fut cédée à la Belgique. Mützenich, situé à l'ouest de la ligne, choisit par consultation populaire de rester allemande. Sur le territoire de la commune se trouve le Lit de Charlemagne, monolithe imposant.
Transports en commun : la localité est notamment desservie par la ligne de bus 385 au départ de la gare d'Eupen en Belgique.